# والت دیزنی آمریکای لاتین
والت دیزنی آمریکای لاتین (انگلیسی: The Walt Disney Company Latin America) شرکت سرگرمی آرژانتینی است، که در سال ۱۹۴۳ توسط والت دیزنی تأسیس شد.